# Kulturfilm

Kulturfilm est le nom donné en Allemagne aux films documentaires culturels et de vulgarisation scientifique projetés dans les salles de cinéma avant le film principal entre 1918 et 1945.
Ces films éducatifs traitaient divers sujets dans des domaines tels que la science, la médecine, l'art, la culture, la géographie, l'histoire et l'éducation. Dans les années 1920, le terme avait une acceptation encore plus large et comprenait également des adaptations de classiques.
Par après, des films de propagande culturelles ont été tournés et furent une partie de la politique cinématographique nazie.

## QuelquesKulturfilm
- 1919 : Die Wirkung der Hungerblockade auf die Volksgesundheit, ilm de propagande
- 1919 : Die Geschlechtskrankheiten und ihre Folgen de Nicholas Kaufmann
- 1919 : Negertänze (Grüße aus Dichter Johannes
- 1920 : Deutsches Turnen in Afrika de Stalan Dudow
- 1921 : Krüppelnot und Krüppelhilfe (sur les soins des blessés de guerre)
- 1921 : Der Hirschkäfer de Ulrich K.T. Schulz
- 1923–1933 : Schaffende Hände (courts-métrages de portraits d'artistes réalisés ou produits par de Hans Cürlis)
- 1924 : Wein, Weib, Gesang de Willy Achsel
- 1925 : Les Chemins de la force et de la beauté (Wege zu Kraft und Schönheit) de Wilhelm Prager et Nicholas Kaufmann (premier film documentaire de long métrage)
- 1925/1926 : Geheimnisse einer Seele de Georg Wilhelm Pabst (premier long métrage allemand sur la psychanalyse)
- 1927 : Natur und Liebe. Vom Urtier zum Menschen de Ulrich K.T. Schulz
- 1931 : Bunte Tierwelt de Ulrich K.T. Schulz (premier film allemand en couleur)
- 1931 : Heldentum - Volkstum - Heimatkunst de E. Puchstein (scénario de Fritz Richter-Elsner)
- 1932 : Rhythmus und Tanz de Wilhelm Prager
- 1933 : Arbeitsdienst de Hans Cürlis (film de propagande national-socialiste)
- 1934 : Der Ameisenstaat de Ulrich K.T. Schulz
- 1934 : Metall des Himmels de Walther Ruttmann
- 1936 : Flieger, Funker, Kanoniere de Martin Rikli
- 1939 : Alpenkorps im Angriff de Gösta Nordhaus
- 1939 : Germanen gegen Pharaonen d'Anton Kutter
- 1940 : Weltraumschiff I startet d'Anton Kutter
- 1940 : Deutsche Arbeitsstätten de Svend Noldan (film de propagande national-socialiste)
- 1940 : Deutsche Panzer de Walther Ruttmann
- 1943 : Josef Thorak, Werkstatt und Werk de Hans Cürlis
- 1944 : Arno Breker de Hans Cürlis
- 1944 : Ausländer studieren in Deutschland